# Cáo chạy nhanh
Cáo chạy nhanh (danh pháp hai phần:Vulpes velox) là một loài động vật thuộc họ Chó. Cáo chạy nhanh phân bố ở Bắc Mỹ. Loài cáo này có kích thước khoảng bằng mèo nhà và được tìm thấy ở vùng đồng cỏ phía tây của Bắc Mỹ, chẳng hạn như Montana, Colorado, New Mexico, Oklahoma và Texas. Nó cũng sống ở Manitoba, Saskatchewan và Alberta ở Canada, nơi trước đó bị tuyệt diệt. Nó liên quan chặt chẽ đến cáo vulpes macrotis và hai loài đôi khi được gọi là phân loài của Vulpes velox vì lai của hai loài này hiện diện tự nhiên nơi mà phạm vi của chúng chồng lấn lên nhau.Cáo chạy nhanh chủ yếu sống trong cỏ thảo nguyên và sa mạc. Nó đã trở thành gần như tuyệt chủng vào những năm 1930 như là một kết quả của chương trình kiểm soát động vật ăn thịt, nhưng đã được du nhập lại thành công sau này. Hiện nay, tình trạng bảo tồn của các loài được coi IUCN coi là loài ít quan tâm do số lượng ổn định ở nơi khác.
Giống như hầu hết canidae, loài cáo nhanh cũng là loài ăn tạp, và chế độ ăn của nó bao gồm các loại cỏ và trái cây cũng như động vật có vú nhỏ, xác thối, và côn trùng. Trong tự nhiên, tuổi thọ của nó là 3-6 năm, và nó sinh sản một lần hàng năm, từ cuối tháng 12 đến tháng 3, tùy thuộc vào khu vực địa lý. Cáo con được sinh ra từ tháng 3 đến giữa tháng 5, và cai sữa ở 6-7 tuần tuổi.

## Hình ảnh

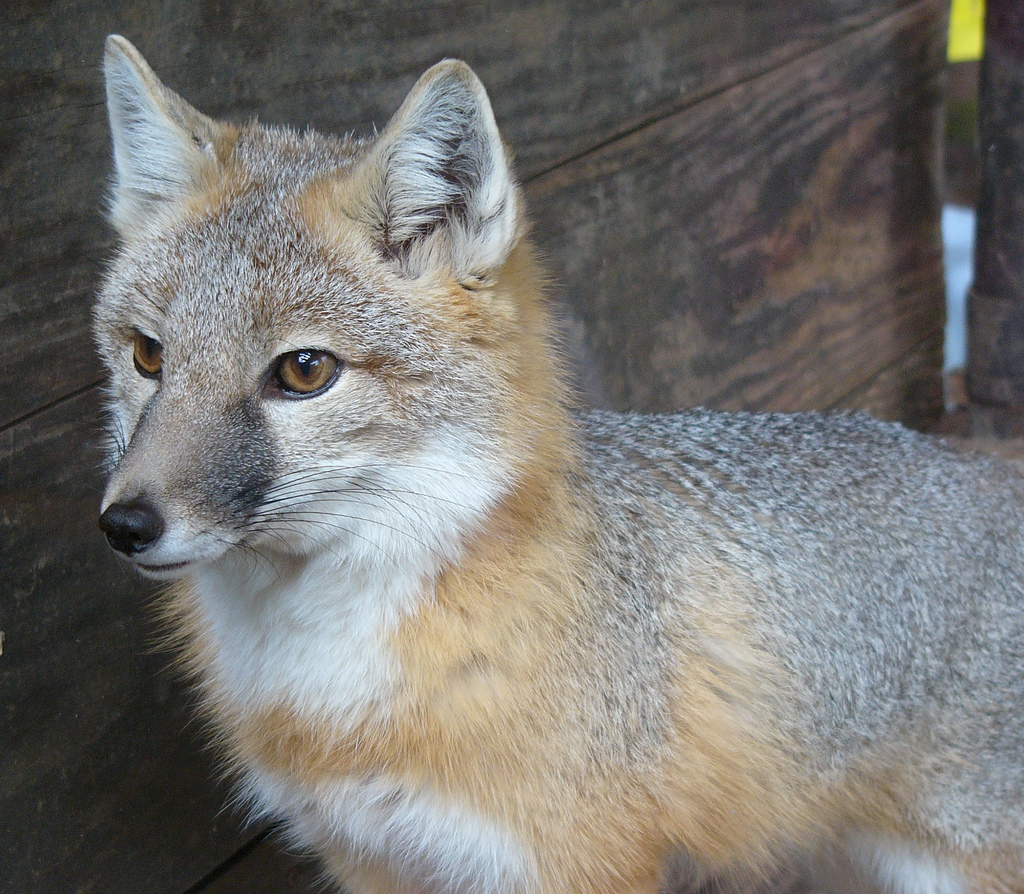
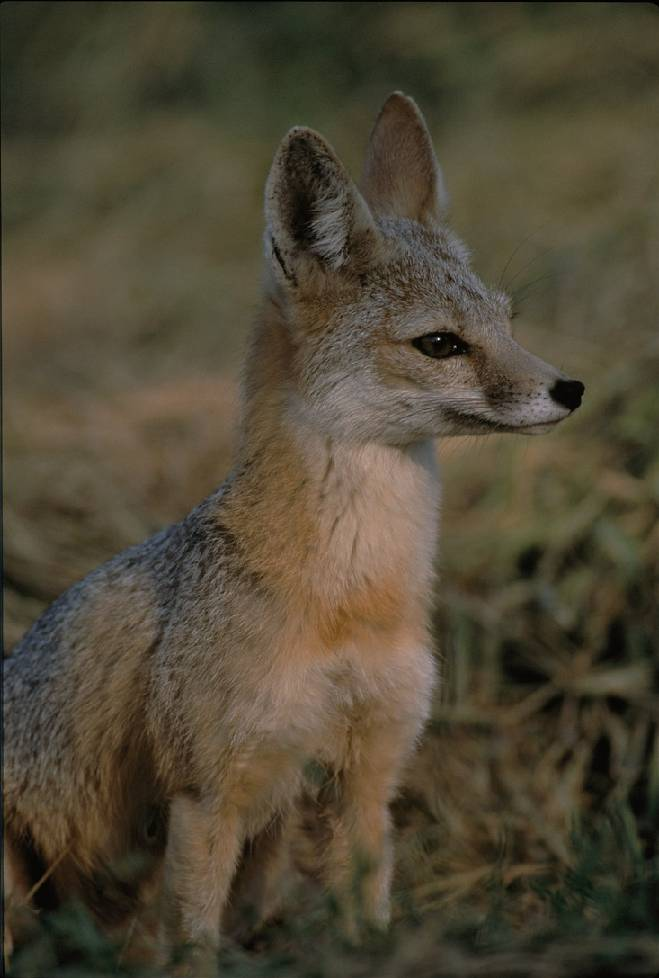
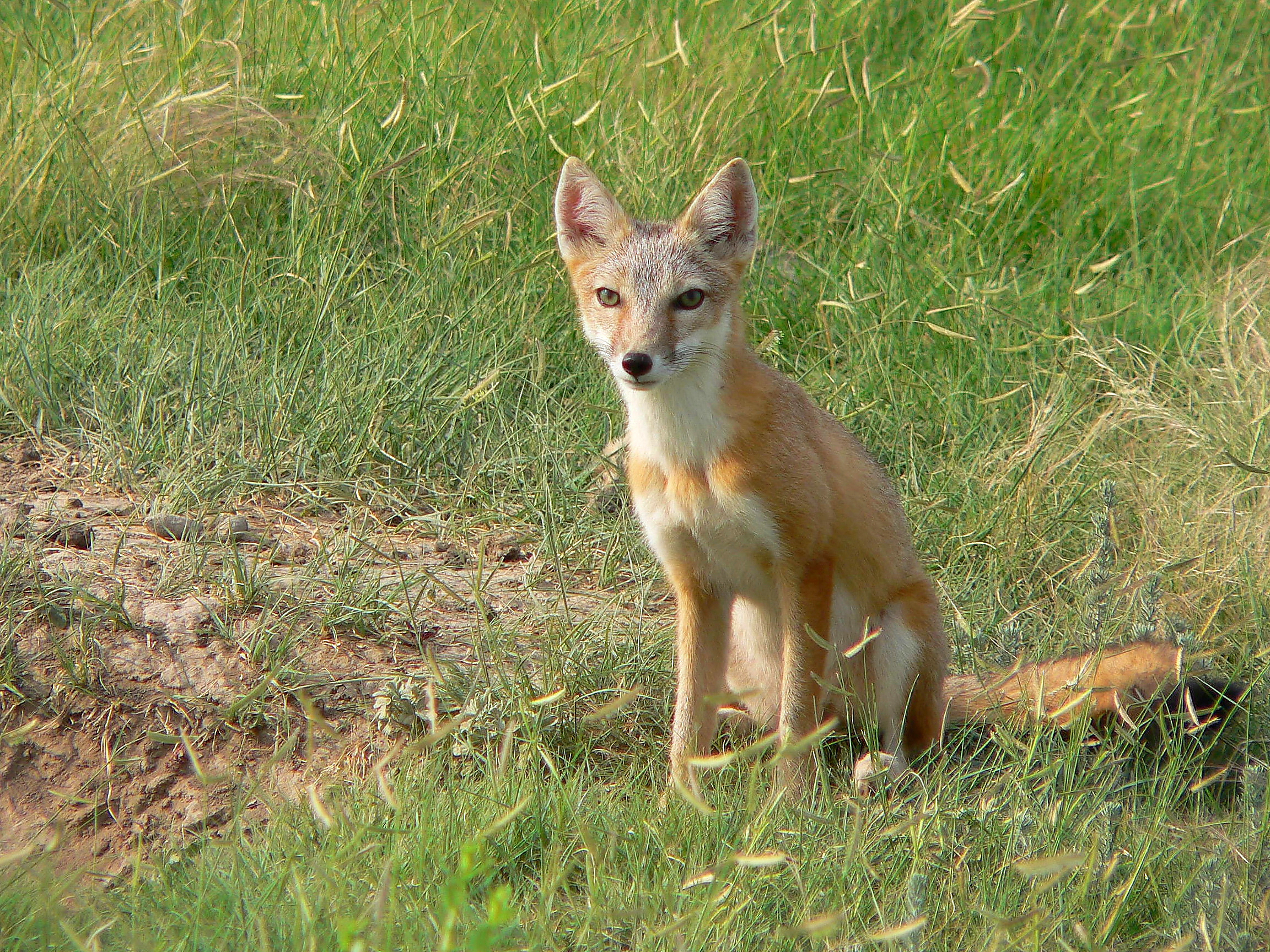
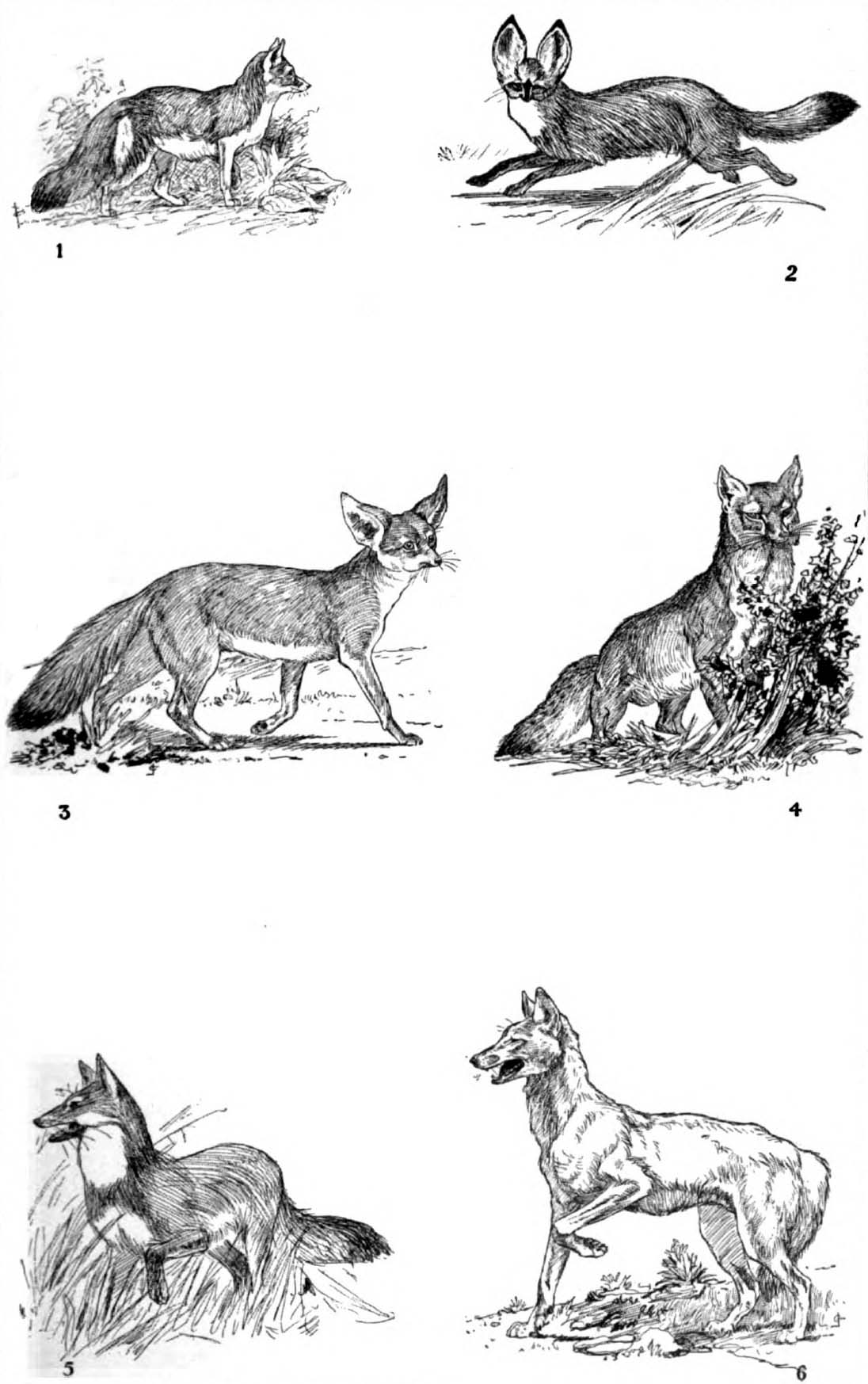